# Kamieniec Ząbkowicki
Kamieniec Ząbkowicki [kaˈmjɛɲɛt͡s zɔmpkɔˈvit͡ski] (tiếng Đức: Kamenz N.S.) là một ngôi làng ở quận Ząbkowice Śląskie, Lower Silesian Voivodeship, ở phía tây nam Ba Lan. Đó là trụ sở của khu hành chính (gmina) được gọi là Gmina Kamieniec Ząbkowicki. Ngôi làng là một ngã ba đường sắt quan trọng, nằm trên tuyến đường chính nối Wrocław với Kłodzko và Prague. Ở Kamieniec, tuyến đường này đi qua điểm giao cắt nối phía đông - tây từ Jaworzyna ląska đến Kędzierzyn-Koźle.
Nó nằm khoảng 8 km về phía đông nam của Ząbkowice ląskie và 68 km về phía nam thủ đô khu vực Wrocław. Ngôi làng có dân số 4.200.
Nơi này được biết đến với Tu viện Kamieniec cũ, được thành lập vào năm 1209 với tư cách là một trường đại học Augustinian của Đức Giám mục Wawrzyniec của Wrocław tại địa điểm của một lâu đài cũ của Bretislaus II ở Bohemia. Năm 1247, nó trở thành một tu viện hiếu thảo của Tu viện Cistercian Lubiąż. Vua Frederick II của Phổ đã ẩn náu ở đây khỏi quân đội Habsburg vào ngày 27 tháng 2 năm 1741 trong Chiến tranh Silesian đầu tiên.
Hoàn tục hóa vào năm 1810 theo lệnh của vua Frederick William III của nước Phổ, các điền trang của Kamenz đã được mua lại bởi Wilhelmine of Prussia, vợ của vua William I của Hà Lan. Từ năm 1838 đến 1873, con gái của họ là Công chúa Marianne của Hà Lan và chồng là Hoàng tử Albert xứ Phổ đã có một cung điện mới được xây dựng theo phong cách Tân gothic trên bản thiết kế của Karl Friedrich Schinkel.
Trước năm 1945, nó ở Đức dưới cái tên Kamenz. Cung điện bị cướp bóc và đốt cháy bởi Hồng quân Liên Xô chiếm đóng trong Thế chiến II; nó đã được khôi phục vào năm 1995. Sau Thế chiến II, khu vực này được đặt dưới sự quản lý của Ba Lan bởi Hiệp định Potsdam dưới những thay đổi về lãnh thổ mà Liên Xô yêu cầu. Ngôi làng được đổi tên thành Kamieniec Ząbkowicki, và hầu hết người Đức đã chạy trốn hoặc bị trục xuất và thay thế bằng người Ba Lan bị trục xuất khỏi khu vực Ba Lan do Liên Xô sáp nhập.

## Vùng lân cận
- Cung điện Kamieniec Ząbkowicki
- Lâu đài Gola Dzierżoniowska
- Thị trấn thời trung cổ của Niemcza
- Tu viện Xitô tại Henryków
- Vườn ươm Wojsławice